# Réserve ornithologique de Gåsøyane

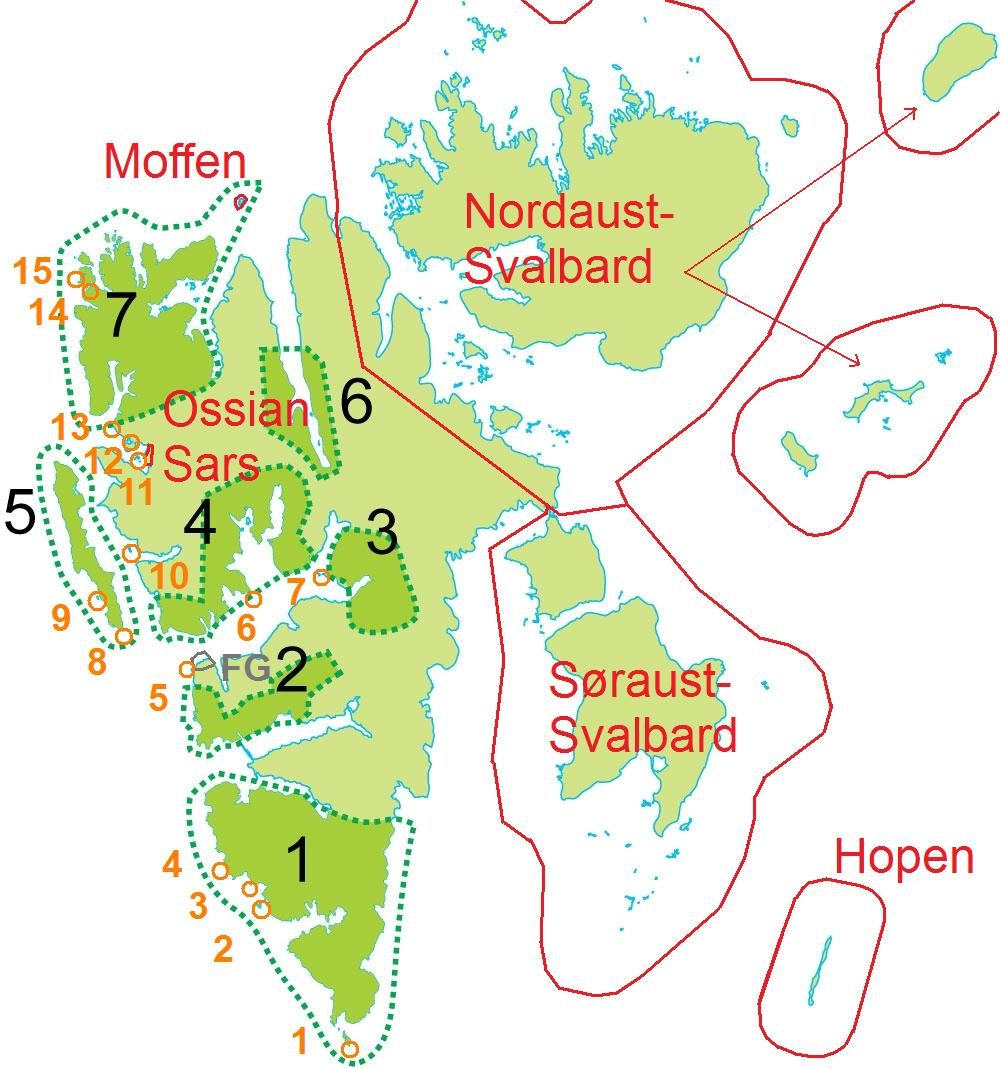
Carte des aires protégées au Svalbard, la réserve porte le numéro orange 7.

La réserve ornithologique de l'archipel des Gåsøyane (littéralement les îles des oies) est une réserve naturelle située dans la partie intérieure de l'Isfjorden, juste au nord-est de Longyearbyen, dans le Svalbard. La réserve naturelle a, depuis 1985, le statut de Site Ramsar, en raison de son importance pour les oiseaux migrateurs. Sa superficie est de 2,35 km2.
La réserve a été créée par décret royal le 1er juin 1973, pour assurer la reproduction et l'espace de vie pour les oiseaux, en particulier d'eider à duvet de canards et d'oies.
La réserve des Gåsøyane se compose de trois petites îles et d'un rocher avec une végétation faite d'un peu d'herbe. Une zone de 300 mètres autour des îles est incluse dans la réserve. C'est une importante zone de reproduction pour les bernaches nonnettes et les eiders. La principale population ici est peut-être le fulmar boréal, dont les Gåsøyane sont l'un des plus importants sites de nidification.
Il est formellement interdit de s'approcher des îles et à plus forte raison de s'y rendre quels que soient les moyens employés (maritime ou aérien), du 15 mai au 15 août.